# Расизаде, Шамиль Алиевич
Шами́ль Али́евич Расизаде (азерб. Şamil Əlirza oğlu Rasizadə, 28 декабря 1916 — 1 июля 1993) — государственный деятель и учёный-аграрий периода Азербайджанской ССР. Заслуженный работник сельского хозяйства СССР (1983).

## Биография
Шамиль Алиевич Расизаде родился 28 декабря 1916 года в городе Нахичевань-на-Араксе в семье просветителя, революционера и публициста социалистического толка Алирзы Расизаде (1884—1923). Будучи членом АзЦИК, Алирза Расизаде погиб в служебной командировке на речной переправе в 1923 году. Брат покойного, известный драматург Гусейн Джавид Расизаде), распродав имущество, обширную библиотеку и квартиру Алирзы в Баку, определил семилетнего Шамиля в школу-приют для сирот гражданской войны, а вдову Сакину-ханум (1900—1985), бывшую тогда активисткой движения за раскрепощение мусульманских женщин, отправили по партийной линии в Кубинский уезд для организации на местах власти Советов.
В 1935 году Шамиль Расизаде поступил в Азербайджанский сельскохозяйственный институт в городе Кировабаде, который закончил в 1940 году по специальности зоотехника, и в том же году поступил на исторический факультет Азербайджанского государственного университета в городе Баку, но начавшаяся в 1941 году война не дала возможности закончить университет и его дальнейшая судьба была связана с развитием сельского хозяйства в Азербайджане. Пройдя ускоренные курсы артиллеристов, Ш.Расизаде воевал на Северокавказском фронте в подразделениях зенитной артиллерии, дослужившись до командира дивизиона в звании майора. В 1942 году был ранен и отчислен на работу в родной город Нахичевань, где вскоре стал заместителем председателя Совета министров Нахичеванской АССР. Там же в Нахичевани он женился в 1946 году на Бильгеис Гейдаровне Велиевой (1926—1981).
В 1946 году Расизаде был переведён на работу в Баку заведующим отделом животноводства Министерства совхозов Азербайджанской ССР. В результате слияния в 1954 году трёх аграрных министерств (совхозов, заготовок и земледелия), он занял аналогичную должность в едином Министерстве сельского хозяйства Азербайджанской ССР. В 1958 году был назначен заведующим отделом сельского хозяйства в Госплане Азербайджанской ССР, а в 1960 году — заведующим отделом сельского хозяйства ЦК Компартии Азербайджана. В том же году он становится членом Центрального комитета Коммунистической партии Азербайджана. В 1963 году Расизаде был назначен министром сельского хозяйства Азербайджанской ССР и одновременно избран депутатом Верховного Совета Азербайджанской ССР шестого созыва на выборах 1963 года.
С приходом к власти в 1969 году Гейдара Алиева в качестве первого секретаря ЦК Компартии Азербайджана, Ш.А.Расизаде был назначен в 1970 году заместителем председателя Совета министров Азербайджанской ССР по вопросам сельского хозяйства. В 1971—1984 годах он вновь стал членом ЦК Компартии Азербайджана, был делегатом XXV (1976) и XXVI (1981) съездов КПСС. С 1963 по 1984 год избирался депутатом Верховного Совета Азербайджанской ССР пяти созывов. В процессе смены руководства Азербайджанской ССР в ходе начатой М.С.Горбачёвым Перестройки (и вывода Гейдара Алиева из Политбюро ЦК КПСС), Расизаде был уволен в 1984 году из Совета министров Азербайджанской ССР на пенсию. Ему вменялось в вину сопротивление политике Перестройки, выразившееся в отказе от уничтожения заложенных им же самим виноградников вопреки начавшейся в СССР антиалкогольной кампании.
Находясь на пенсии, Расизаде заведовал сельскохозяйственным отделом государственного книжного издательствa Азернешр. С развалом советской власти и распадом СССР в 1991 году, будучи по натуре кристально честным и глубоко порядочным человеком, он не был допущен к хищнической приватизации народного хозяйства, в том числе созданных им же самим государственных предприятий агропромышленного комплекса, и оказался в нищете, так как его денежные сбережения съела гиперинфляция. В последние годы жизни существовал за счёт денежных переводов от своих детей, успевших эмигрировать в США. Скончался 1 июля 1993 года в день возвращения к власти в Баку Гейдара Алиева. Похоронен на Аллее почётного захоронения в Баку.

## Государственная деятельность
На посту заместителя председателя Совета министров республики и под руководством тогдашнего первого секретаря ЦК Компартии Азербайджана Гейдара Алиева, Ш.А.Расизаде повёл непримиримую борьбу против коррупции и мафиозных структур, традиционно господствовавших в сельских районах и мешавших развитию сельского хозяйства в Азербайджане. В результате продуктивность аграрного сектора экономики Азербайджана достигла рекордных показателей, непревзойдённых до настоящего времени. Под его непосредственным руководством республика впервые в своей истории добилась полного самообеспечения продуктами животноводства и земледелия, с экспортом продукции последнего в другие регионы СССР. Этот рекорд не был превзойдён и в дальнейшем — после получения независимости Азербайджан стал импортировать до 80% продуктов питания.
В результате нескольких сельскохозяйственных проектов, разработанных по инициативе Расизаде и осуществлённых под его руководством, Азербайджанская ССР вышла на рекордные урожаи хлопка (1 миллион тонн ежегодно), винограда (1 миллион тонн ежегодно) и продуктов раннего овощеводства с поставками миллионов тонн продукции в северные регионы СССР. B республике был создан агропромышленный комплекс, полностью обеспечивший потребности местного населения в продукции земледелия и животноводства. Bсе эти достижения были преданы забвению и раскулачены в период последующей приватизации после развала СССР, в результате чего объём сельскохозяйственного производства в Азербайджане не достигает сейчас и доли тогдашних рекордов.
Будучи руководителем сельского хозяйства Азербайджанской ССР, Ш.А.Расизаде возглавлял советские сельскохозяйственные делегации в Венгрию (1978 год) и Сирию (1981 год), а также ежегодные взаимопроверочные бригады азербайджанских хлопкоробов в Узбекистан (1970—1984 годы). В Венгрии он изучил практический опыт чистокровного коннозаводства и бройлерного производствa, перенеся их в Азербайджан, где была создана сеть бройлерных фабрик. В Сирии, наоборот, возглавляемая им делегация делилась советским опытом организации крупного сельскохозяйственного производства, в то время как ежегодные поездки в Узбекистан послужили моделированию среднеазиатской системы оросительных каналов применительно к засушливым степным районам Азербайджана.
Им была создана также сеть зональных селекционных станций в азербайджанских городах Нахичевань, Агдам, Шеки, Ленкорань, Кубa, Шемаха и Гянджа, где велась работа по выведению местных сортов зерновых, дававших устойчивые урожаи в условиях засухи, и тонковолокнистого хлопка, дававшего рекордные урожаи при условии правильного орошения. С этой целью, за 21 год своего пребывания в должностях министра сельского хозяйства и заместителя председателя Совета министров Азербайджанской ССР, Расизаде провёл трудоёмкую работу по созданию целой системы ирригационных каналов и сооружений, за основу которой была взята система мелиорации Узбекистана, куда он регулярно ездил для изучения и перенесения её элементов в Азербайджан.
Помимо проектов по продовольственному самообеспечению республики, Расизаде возглавил в 1970-х годах и кампанию по повышению культуры виноделия в Азербайджане, где мусульманское население исторически не занималось виноделием ввиду исламских запретов. Наряду с закладкой новых виноградников и повышением их урожайности, он открывал почти в каждом сельском районе местные винзаводы на импортном оборудовании, производившие десятки новых сортов вин и коньяков, пользовавшихся огромной популярностью в СССР и за рубежом. Однако, в результате начавшейся в 1985 году (уже после его отставки) антиалкогольной кампании в СССР, большинство заложенных им виноградников было вырублено и почти все эти предприятия закрыты. Эта тенденция продолжилась и с получением Азербайджаном независимости в 1991 году, поскольку исламские запреты на виноделие вошли в норму.

## Научные достижения
Научный вклад Ш.А.Расизаде в развитие животноводства на Кавказе сводится, в основном, к восстановлению местных пород чистокровных лошадей, а также выведению местных пород крупного и мелкого рогатого скота, приспособленных к условиям Кавказа, где терял продуктивность племенной скот, завозимый в этот регион советским правительством из Австрии, Швейцарии, Германии, Голландии и Дании. В результате его селекционной работы республики Закавказья и Северного Кавказа получили племенной скот, не только отлично приспособленный к местным климатическим условиям, но и не уступавший по продуктивности лучшим альпийским породам Австрии, Швейцарии, Франции, Италии и Германии при условии правильного содержания. Поэтому, наряду с выведением местных кавказских пород, Расизаде пропагандировал и проводил мероприятия по повышению культуры скотоводства среди местного населения. По этому поводу им было написано специальное руководство для советских животноводов.
Ещё в бытность заведующим отделом животноводства Mинистерства совхозов Азербайджанской ССР, он лично занимался в 1950-е годы восстановлением карабахской породы лошадей на Агдамском, Бардинском и Акстафинском конных заводах, что стало темой его кандидатской диссертации. Позднее, занимая аналогичную должность в Mинистерстве сельского хозяйства Азербайджанской ССР, возглавил в 1960-х годах группу селекционеров по созданию кавказской бурой породы крупного рогатого скота, за что решением ВАК СССР в 1966 году ему была присуждена учёная степень доктора сельскохозяйственных наук без защиты диссертации. Позже он принимал участие во всесоюзном проекте по выведению тонкорунной кавказской породы овец-мериносов, за что был удостоен высшей премии Всесоюзной aкадемии сельскохозяйственных наук имени Ленина (ВАСХНИЛ). Результаты его научных трудов отражены в пяти монографиях, изданных в разные годы, а также в более чем сотне различных брошюр, научных статей и прочих публикаций по линии ВАСХНИЛ и всесоюзного общества «Знание».
Являясь признанным авторитетом в коневодстве, Расизаде бессменно возглавлял азербайджанскую секцию Всесоюзной федерации конного спорта с момента её создания в 1965 году до 1985 года (выхода на пенсию) и ежегодно открывал скаковой сезон на бакинском ипподроме. В этом качестве он добился выделения Советом министров СССР специального валютного фонда для завоза на азербайджанские конные заводы лошадей чистокровных пород из Австрии, Венгрии, Италии, Англии и других стран, где сохранились традиции чистокровного коннозаводства. В результате их скрещивания с местным поголовьем была значительно улучшена карабахская порода скакунов, занимавших в те годы призовые места на всесоюзных и международных конкурсах. Труды и достижения Ш.Расизаде в чистокровном коннозаводстве были отмечены специальными премиями Министерства сельского хозяйства СССР за 1963-й и 1966-й годы.
За выдающиеся заслуги в развитии сельского хозяйства и государственном строительстве Ш.А.Расизаде был награждён орденами Октябрьской революции и Дружбы народов СССР, а также пятью орденами Трудового Красного знамени СССР, а республика 9 раз подряд получала Переходящее Красное знамя ЦК КПСС и Совета министров СССР. Его научные труды и практические достижения были также отмечены высшими правительственными наградами Советского Союза: государственной премией Совета министров СССР, двумя золотыми медалями ВАСХНИЛ, четырьмя золотыми и шестью серебряными медалями ВДНХ СССР, двумя почётными грамотами Верховного Совета Азербайджанской ССР, а также присуждением ему почётного звания «Заслуженный работник сельского хозяйства СССР» (1983).

## Фотогалерея

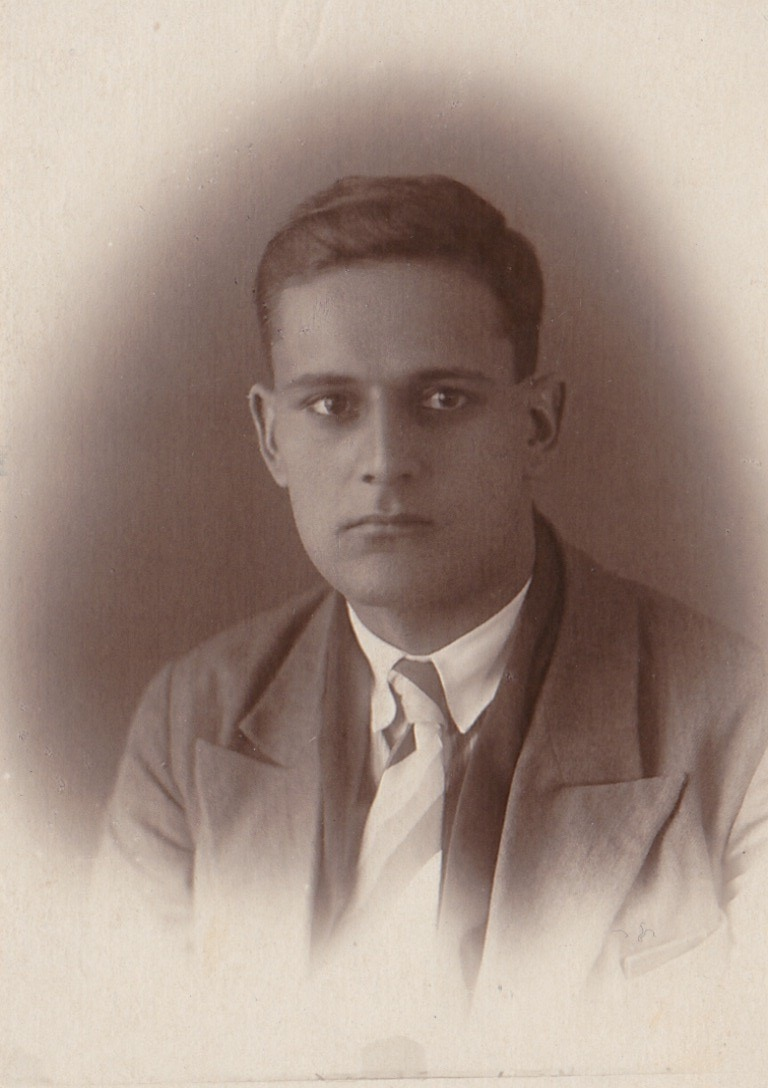
Шамиль Расизаде в студенческие годы (Кировабад 1938)
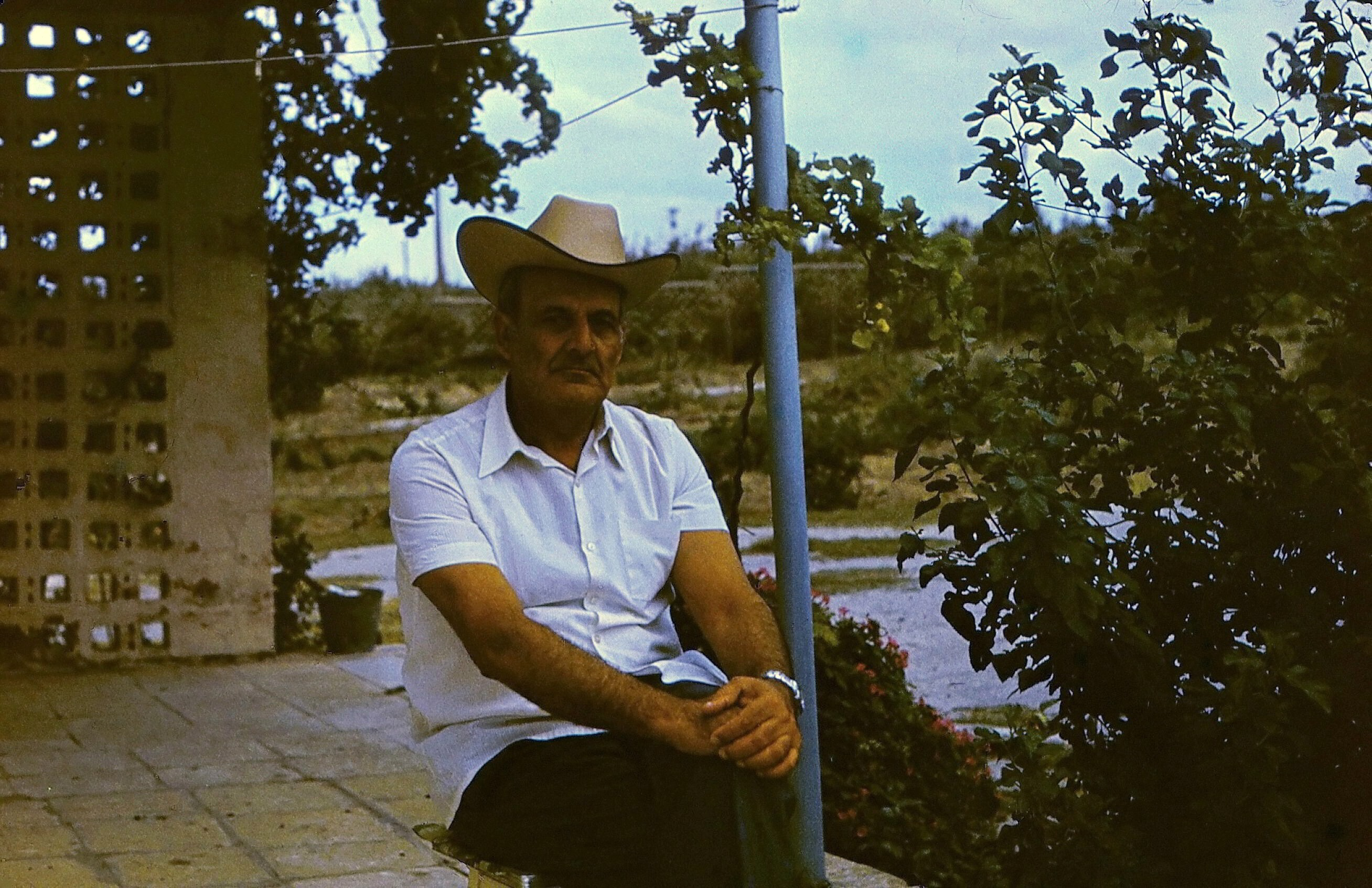
Летом 1977 года на даче Совета министров Азербайджанской ССР в Загульбе (Апшеронский полуостров)
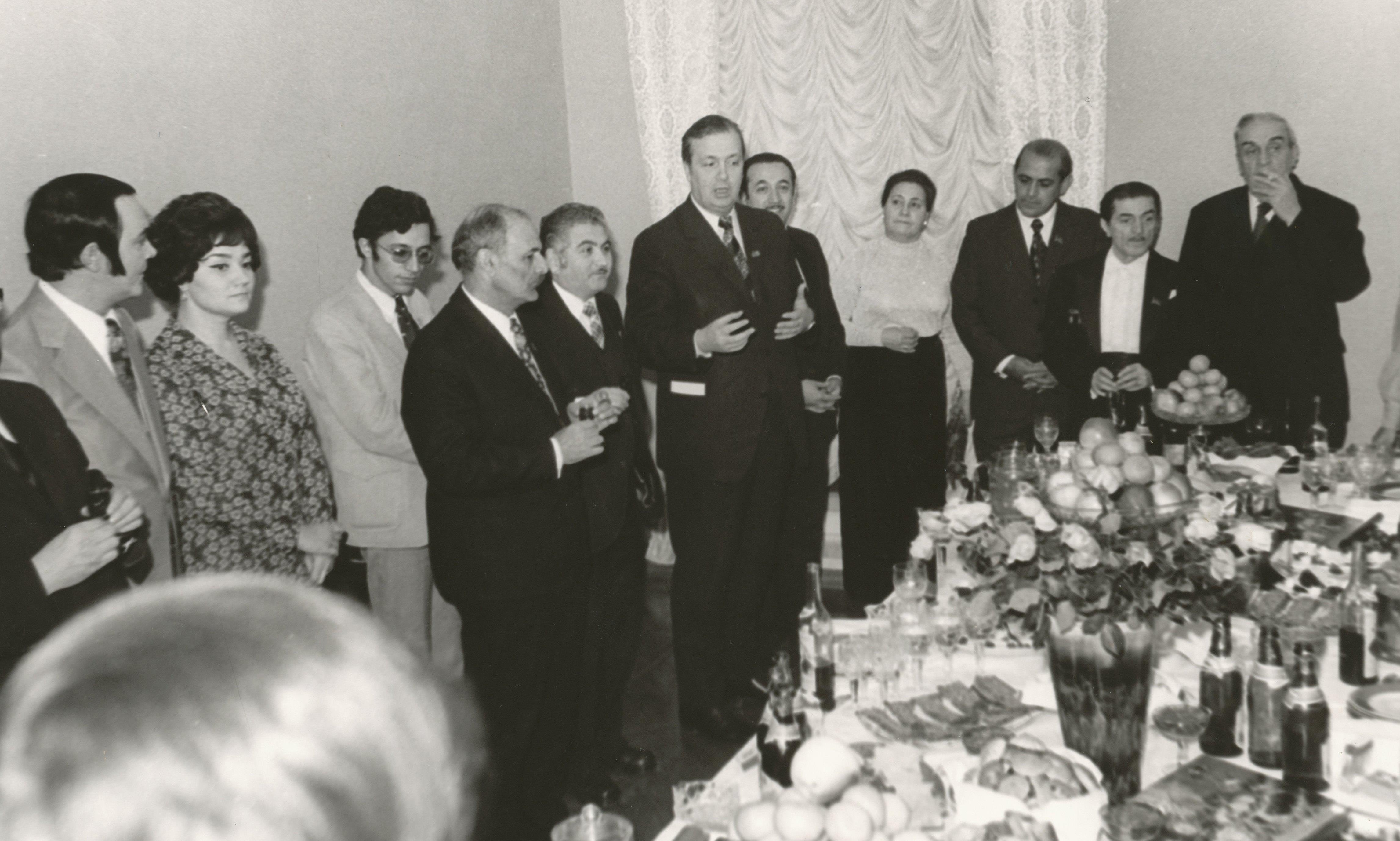
Ш.А.Расизаде в 1978 году на приёме в постпредстве Аз.ССР в Москве в честь награждения его орденом Дружбы народов